# Dicastero (Curia romana)
I dicasteri sono delle particolari istituzioni della Curia romana sorte durante il pontificato di papa Francesco che aiutano il Santo Padre "nell’esercizio della sua suprema, piena ed immediata potestà sopra tutta la Chiesa" compiendo "il loro lavoro nel suo nome e nella sua autorità, a vantaggio delle Chiese e al servizio dei sacri pastori"; essi, dunque, hanno potestà vicaria e sono suddivisi per materia e competenza.
I dicasteri sono stati ufficialmente riconosciuti come unità curiali con la costituzione apostolica Praedicate evangelium, promulgata il 19 marzo 2022, e hanno sostituito i Pontifici consigli e le Congregazioni; fino a quel momento, infatti, il termine "dicastero" indicava tutti gli organismi all'interno della Curia romana e non un particolare tipo di istituzione.
Ogni dicastero è presieduto da un prefetto e i membri sono cardinali, vescovi, sacerdoti, suore e laici. Tradizionalmente il prefetto di un dicastero è un vescovo o un presbitero, dato che, secondo quanto stabilito dal Codice di diritto canonico al can. 129, hanno "potestà di governo [...] coloro che sono insigniti dell'ordine sacro", mentre "nell'esercizio della medesima potestà, i fedeli laici possono cooperare a norma del diritto"; tale prassi è stata, però, disattesa in due occasioni, in particolare il 5 luglio 2018, quando papa Francesco ha nominato prefetto del Dicastero per la comunicazione il giornalista Paolo Ruffini, e il 6 gennaio 2025, quando lo stesso pontefice ha nominato suor Simona Brambilla, I.S.M.C., a capo del Dicastero per gli istituti di vita consacrata e le società di vita apostolica: entrambi, infatti, essendo rispettivamente un laico e una suora, non hanno ricevuto il sacramento dell'ordine.

## Elenco dei dicasteri
I dicasteri in attività sono:
- il Dicastero per l'evangelizzazione
- il Dicastero per la dottrina della fede
- il Dicastero per il servizio della carità
- il Dicastero per le Chiese orientali
- il Dicastero per il culto divino e la disciplina dei sacramenti
- il Dicastero delle cause dei santi
- il Dicastero per i vescovi
- il Dicastero per il clero
- il Dicastero per gli istituti di vita consacrata e le società di vita apostolica
- il Dicastero per i laici, la famiglia e la vita
- il Dicastero per la promozione dell'unità dei cristiani
- il Dicastero per il dialogo interreligioso
- il Dicastero per la cultura e l'educazione
- il Dicastero per il servizio dello sviluppo umano integrale
- il Dicastero per i testi legislativi
- il Dicastero per la comunicazione